# Kool-Aid
Kool-Aid är en artificiellt smaksatt dryck. Varumärket ägs av Kraft Foods. De sex ursprungliga smakerna var körsbär, vindruva, citron/lime, apelsin, hallon och jordgubb.